# Steenweg (Zaltbommel)
De Steenweg is een straat in de stad Zaltbommel in de Nederlandse provincie Gelderland. De Steenweg loopt vanaf de Viaductweg en de Parallelweg tot de Molenwal, Singelwal en de Gamerschestraat waar hij in overgaat.
Zijstraten van de Steenweg zijn de Peperstraat, Sint Antoniestraat, Krangstraat, N322, Van Heemstraweg West, Thorbeckestraat, Nieuwe Tijningen, Vergtweg, Peerboltestraat, Kloosterwiel, Gisbert Schairtweg, Beersteeg, Marten van Rossemsingel, Gamersedijk, Havendijk en het Bolwerk de Kat. De Steenweg is ongeveer 3,3 km lang.

## Geschiedenis
Aan de Steenweg 90 bevindt zich een ronde betonnen nieuwe watertoren uit 1964, deze is ontworpen door H. Brouwer en T.T. Deurvorst.

## Trivia
Aan de Steenweg 2 bevond zich een voormalige weegbrug van rond 1929, deze deed dienst voor het wegen van voornamelijk suikerbietenoogst.

## Fotogalerij

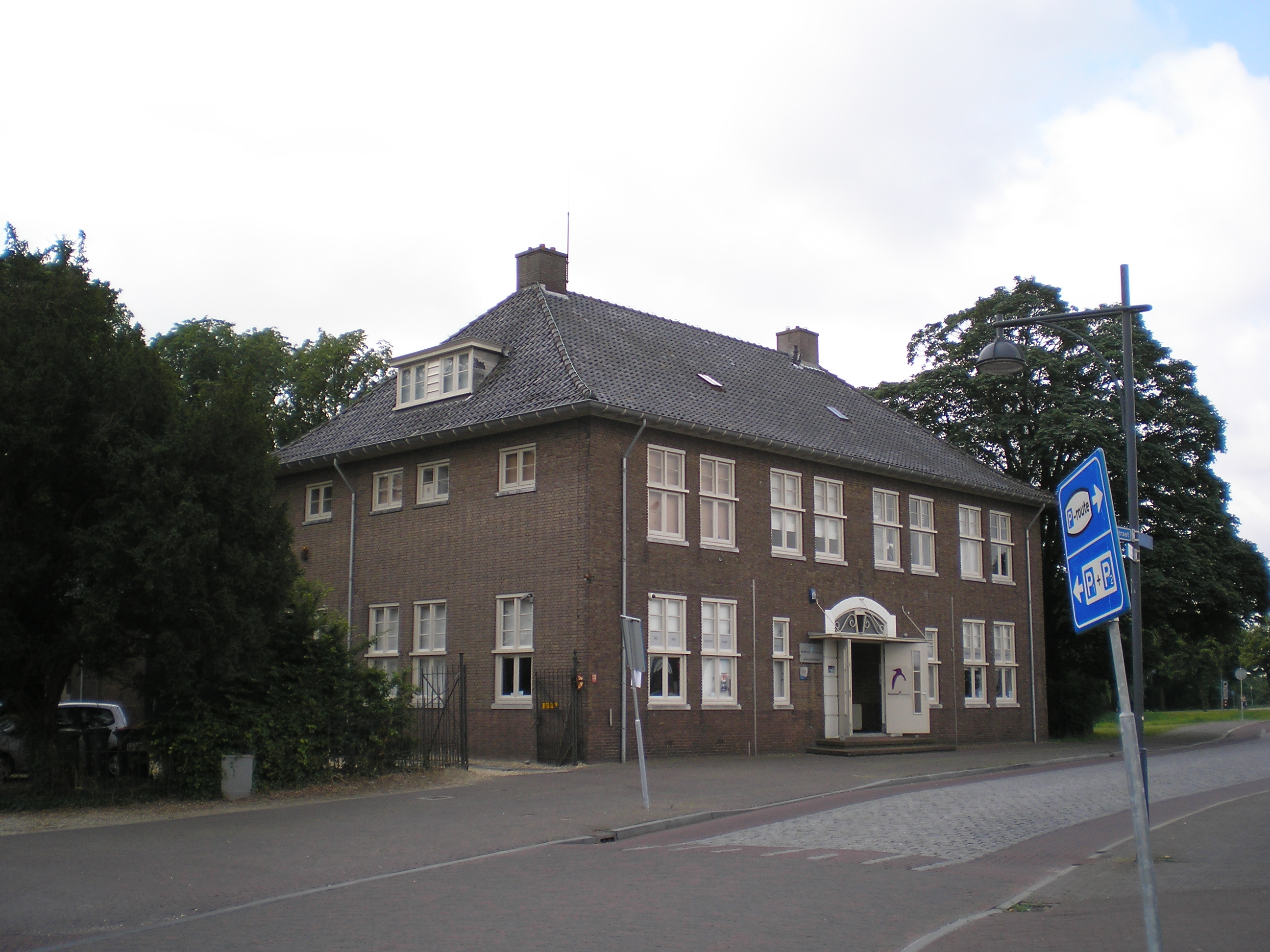
Steenweg aan het eind van de Gamerschestraat te Zaltbommel
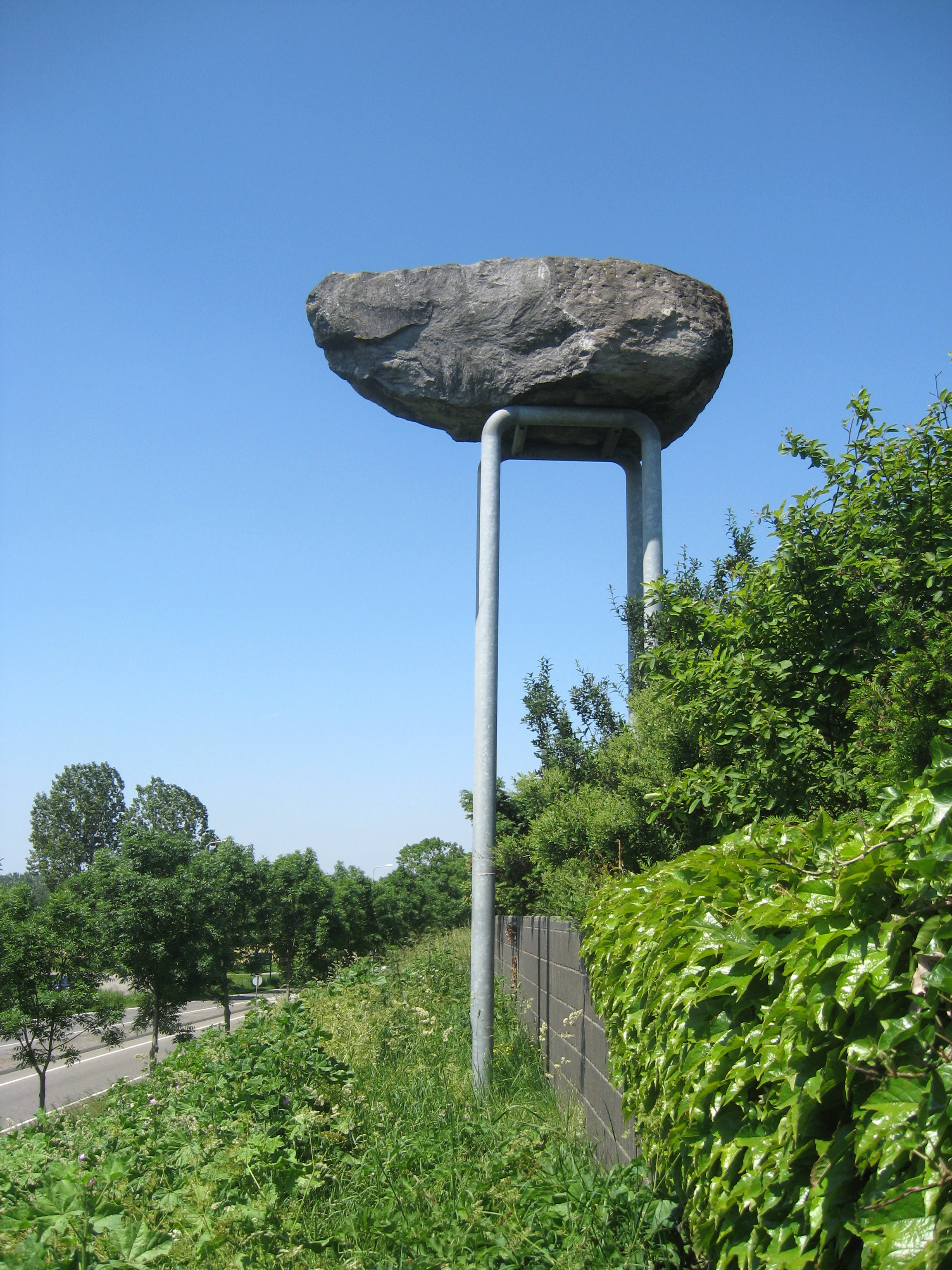
Groeten uit Zaltbommel van steen uit 1997 aan de Steenweg van Adri Verhoeven
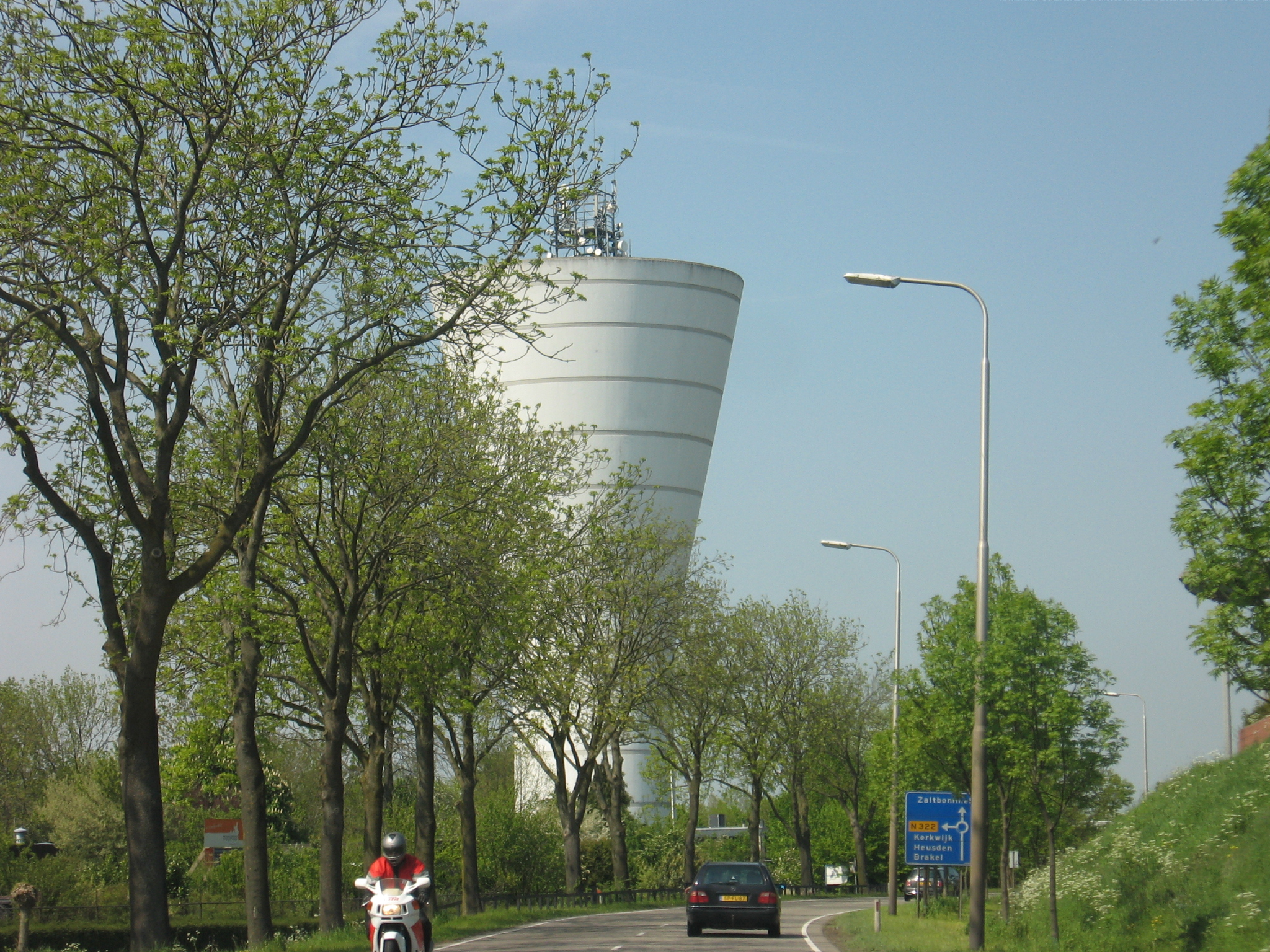
De nieuwe watertoren aan de Steenweg uit 1964

Boschstraat ·
De Virieusingel ·
Gamerschestraat ·
Gasthuisstraat ·
Kerkplein ·
Kerkstraat · 
Korte Steigerstraat ·
Korte Strikstraat ·
Lange Steigerstraat · 
Markt ·
Nieuwstraat ·
Nonnenstraat ·
Oliemolen ·
Oliestraat ·
Steenweg ·
Tolstraat · 
Vismarkt · 
Waalkade · 
Waterstraat · 
Zandstraat